# Пирс, Рут
Рут Пирс (род. 1986) — британский социолог, работающая в области трансгендерных исследований. В своей работе она исследует проблемы неравенства, маргинализации, власти и то, как сообщества маргинализированных людей могут работать над изменением своей жизни. Она является старшим научным сотрудником Центра прикладных трансгендерных исследований и преподавателем по развитию сообществ в Школе педагогики Университета Глазго.
В 2016 году она получила докторскую степень по социологии в Уорикском университете. Она является главным редактором журнала Community Development Journal, издаваемого издательством Oxford University Press. Ранее она также работала в редакционной коллегии журнала The Sociological Review. Среди её работ — «Понимание трансгендерного здоровья: дискурс, власть и возможности» (Policy Press, 2018). Она также была соредактором томов «Появление трансгендеров: культуры, политика и повседневная жизнь» (Routledge, 2019) и «Войны TERF: феминизм и борьба за будущее трансгендеров», последний из которых был опубликован в серии монографий The Sociological Review в 2020 году. Она предоставила Комитету по делам женщин и равноправия доказательства относительно реформы Закона о признании пола.